# Frontière entre la Biélorussie et la Lettonie
La frontière entre la Biélorussie et la Lettonie est la frontière qui sépare la Biélorussie, à l'extrême nord-ouest, de la Lettonie sur une longueur de 173 km[réf. souhaitée]. C'est aussi l'une des frontières extérieures de l'espace Schengen. Elle est réputée être le lieu de contrebande de cigarettes. En 2017, la construction d'une clôture barbelée de 120 km est programmée. 